# Veules-les-Roses
Veules-les-Roses é uma comuna francesa na região administrativa da Normandia, no departamento de Sena Marítimo. Estende-se por uma área de 5,19 km². Em 2010 a comuna tinha 592 habitantes (densidade: 114,1 hab./km²).